# 上田倫人
上田 倫人（うえだ りんと、1984年7月20日 - ）は、日本のポストプロダクションスーパーバイザー、映像ディレクター、VFXスーパーバイザー。神奈川県出身。
庵野秀明、樋口真嗣と頻繁にコラボレーションしており、映画シン～シリーズのすべての作品に関わっている。

## 略歴
在学していた早稲田大学大学院の授業で樋口真嗣、尾上克郎と出会い、助監督として映画業界に携わる。脚本やデザインの開発から撮影現場、VFXと映画制作の最初から最後まで関与し、「広く、深く」をモットーに活動している。

## 参加作品

### 映画
- 巨神兵東京に現わる（2012年） - 監督助手[1]
- のぼうの城（2012年） - セカンドユニット監督助手[1]
- ヱヴァンゲリヲン新劇場版:Q（2012年） - アニメーション・マテリアル
- 怪獣の日 (2014年) - VFX
- 進撃の巨人 ATTACK ON TITAN（2015年） - 特撮班助監督[1]
- 進撃の巨人 ATTACK ON TITAN エンド オブ ザ ワールド（2015年）- 特撮班助監督[1]
- シン・ゴジラ（2016年） - B班助監督[1]
- Fukushima 50　(2020年) - モニター画面
- シン・エヴァンゲリオン劇場版　(2021年) - 助監督/ 設定交渉
- シン・ウルトラマン (2022年) - ポストプロダクションスーパーバイザー /撮影 / コンテ / アクションパートヴァーチャルカメラマン/飛び人形操演
- シン・ウルトラファイト (web 2022年) - 監督 [episode TI3] / VFX統括
- シン・仮面ライダー(2023年) - ポストプロダクションスーパーバイザー/3Dスキャニング/ドローン素材撮影
- シン・ゴジラ：オルソ(2023年) - スーパーバイザー

### 配信
- 新幹線大爆破(NETFLIX 2025) - ポストプロダクションスーパーバイザー

### テレビ
- 精霊の守り人 シーズン3（2018年）- 特撮班助監督
- [NHK]ホクロのひみつ（2018年） - VFXスーパーバイザー
- 怪獣8号(2023) - 討伐作戦監修